# Like This Parade
ライク・ディス・パレード（Like This Parade）は、日本のバンド。ミサワマサノリを中心に結成された。

## 概要
サイケデリックなメロディが鮮やかに彩るドリーミー・ポップスとメンタリティーな世界観を基盤とする。

## メンバー
- Masanori Misawa（ヴォーカル・ギター・シンセサイザー）: ELEKIBASSのメンバー。
- Toru Nozawa “Sunny"（パーカッション）: インストバンド、WACK WACK RHYTHM BANDのメンバー。
- ayaradio727（ヴォーカルサポート）

## ディスコグラフィー
- 2013年 WHERE WILL YOU BE TOMORROW IN CASE I SHOULD HAVE TO SEE YOU (WaikikiRecord)
- 2014年 A celestial globe will be illuminated palely, a party will not be missed if you find yourself (WaikikiRecord)
- 2018年 REMADE (Terry Matsuoka + Like This Parade名義) (Crunchy Sandwich)
- 2025年 Doing Wonders Here And There (15min records)